# François Solier
Pour les articles homonymes, voir Solier.
Compléments
Solier fut le fondateur et premier recteur du collège de Limoges
François Solier, né en 1558 à Brive, en Corrèze (France) et décédé le 16 octobre 1628 à Saint-Macaire, en Gironde, est un prêtre jésuite français, directeur du collège de Limoges en 1598, prédicateur et traducteur d'ouvrage spirituels en français et auteur de livres à caractère historique. 

## Biographie
Né à Brive, en 1558, le jeune Solier entre dans la Compagnie de Jésus le 20 aout 1577 et fait son noviciat à Bordeaux. À la fin de sa formation spirituelle et académique il est ordonné prêtre en 1589, à Paris. Avant son ordination il avait déjà enseigné au collège de Pont-à-Mousson (1578-1580) et dans d'autres établissements d’éducation dirigés par les Jésuites, en qualité de « régent » (le régent était celui qui, avant d'être prêtre enseignait déjà dans un collège sous l'Ancien Régime).
De 1591 à 1596 le père Solier est maitre des novices à Verdun. En 1597 il est nommé à Limoges.

### Directeur du collège de Limoges

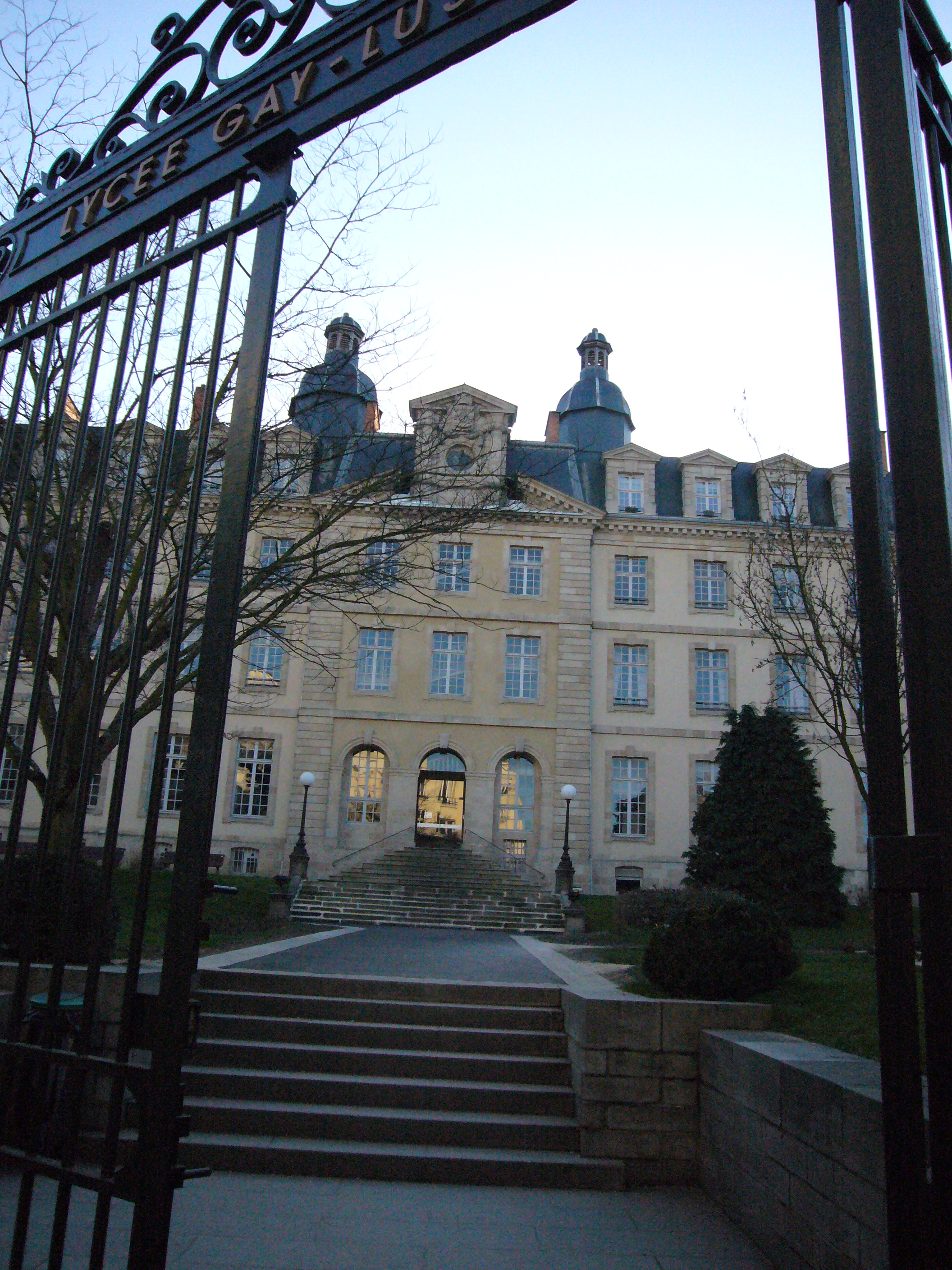
Le Lycée Gay-Lussac dont François Solier fut le premier recteur, quand le collège fut confié aux Jésuites, en 1598.

Le père Solier est le premier recteur jésuite au Collège de Limoges quand la direction du Collège de Limoges a été confiée aux Jésuites, en 1598 (le recteur est celui qui est à la tête d'un établissement d'enseignement religieux, et, en particulier, chez les Jésuites, c’est celui qui dirige un collège classique de garçons) ; François Solier occupe cette position de « recteur », à Limoges, d’août 1598 jusqu’en 1603. Il redeviendra recteur du Collège de Limoges de 1606 à 1608.
Alors que François Solier est encore en train d’œuvrer pour que le collège de Limoges soit officiellement confié aux Jésuites, tout en étant déjà de facto le « recteur » de cet établissement, a lieu, au mois de juillet 1599, au collège de Limoges, une représentation de la tragédie « Absalom » (peut-être s’agit-il d’une œuvre comme « Saint Jacques », écrite par Bernard Bardon de Brun (1564-1625), représentée en public à Limoges, en 1596). Cette pièce de théâtre est interprétée par les élèves du collège, les représentations théâtrales annuelles faisant partie de la tradition pédagogique jésuite. La foule des spectateurs est considérable ; la salle, la cour, le jardin, les murailles du rempart voisin, et même les toits des maisons environnantes sont noirs de monde ; l’évêque avec son clergé, les consuls, les hauts personnages de tous les ordres assistent à cette représentation.
On trouve une illustration de la façon dont pouvait être vécue la fonction de recteur, à cette époque, et également de ce que pouvait être le vécu des collégiens de Limoges, en découvrant la description d'une procession religieuse qui eut lieu, à Limoges, en 1610, quelques années après que François Solier eût exercé les fonctions de recteur, ainsi que le rapporte Pierre Delage, les Jésuites étaient, dans les années 1600-1610, installés depuis peu de temps à Limoges, et ils avaient à cœur de ranimer la foi catholique dans la ville. À cet effet, ils organisaient des processions, auxquelles participaient les élèves du collège de garçons, comme celle qui a eu lieu en 1610, dont voici une description (on voit ici que la classe de sixième, ainsi que la classe de philosophie, n'ont pas encore été créées, et que, sans ces deux classes, le nombre total des élèves est de 418 collégiens, alors que les professeurs sont au nombre de 7 pères en 1610, et ils seront 32 en 1622) :
« Le dimanche Gras 20 février, les élèves de cinquième au nombre de 114, représentant les hiérarchies célestes et portant les mystères de la passion, parcoururent la ville ; puis ce fut le tour des 104 écoliers de la classe de quatrième, habillés en vierges, toutes en équipage blanc ; le lendemain, les 100 élèves de troisième représentant les sibylles et les vierges martyres ; ensuite les 60 membres de la Congrégation habillés en pénitents (note : ils avaient leur chapelle particulière dans le bâtiment scolaire de la rue du collège) ; les 60 élèves de seconde, représentant les pères de l'ancienne loi, patriarches, rois, prophètes ; les 40 élèves de la première classe, Rhétorique, représentant les apôtres, les évangélistes, les docteurs (…). Une procession générale couronna ces solennités. »

### Théologien et traducteur

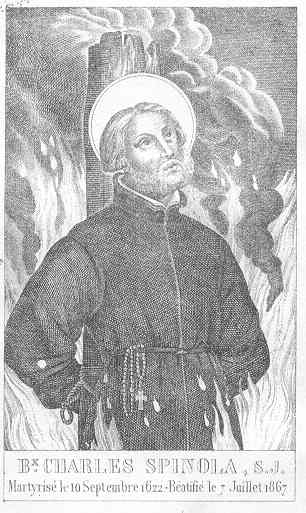
Gravure ancienne de Charles Spinola, jésuite italien, dont la mort, à Nagasaki, au Japon, en 1622, est rapportée dans un ouvrage de François Solier.

François Solier est connu pour avoir participé à une controverse religieuse, lorsqu’il  traduisit en français, en 1611, trois sermons espagnols qui avaient été prononcés, lors de la béatification d’Ignace de Loyola (fondateur de la Compagnie de Jésus), par les Pères Pierre de Valderame, Pierre Deza, Jacques Rebullosa. La faculté de théologie de Paris a condamné des propositions contenues dans ces textes comme « impies, exécrables, détestables, fausses et manifestement hérétiques » ; les Jésuites, par l’intermédiaire de François Solier, répondirent, en 1611, par une lettre dans laquelle la Sorbonne est accusée de se montrer plus sévère que l'inquisition d'Espagne et d'être d'intelligence avec les protestants.
François Solier publia de nombreuses traductions à caractère religieux (il a ainsi traduit du latin, de l'espagnol et de l'italien en français), ainsi que des livres sur des sujets de nature religieuse.

### Historien
Un ouvrage de François Solier qui est remarquable est un livre de caractère historique qui traite de la vie de l’Église catholique au Japon, au tournant du XVIe siècle et du XVIIe siècle. Dans cet ouvrage, « Histoire ecclésiastique des îles et royaume du Japon, recueillie par le P. François Solier », François Solier rapporte les évènements qui ont vu des catholiques, clercs, ou laïcs, subir les persécutions religieuses, et, pour certains, comme le jésuite italien Charles Spinola, être mis à mort, au Japon, au début du XVIIe siècle, pour avoir pratiqué le culte catholique.

#### Une page extraite de l’histoire ecclésiastique du Japon
Page extraite de : François Solier, François (1558-1638), Histoire ecclésiastique des îles et royaume du Japon, recueillie par le P. François Solier, Paris, S. Cramoisy, 1627-1629
(ce texte est disponible sur le site Internet Google Books :
Voici comment François Solier rapporte les évènements liés aux persécutions religieuses, au Japon, en 1622, dans un style qui rend compte avec justesse de ces faits, tout à fait sombres, qui ont été rapportés à l’auteur par des témoins présents au Japon lors de ces années de persécution religieuse (ce texte a été mis en français moderne lorsque cela a semblé utile) :

« Vingt-six (chrétiens) partirent de la geôle d'Omura, en laquelle ils avaient longtemps croupi, qui plus, qui moins, et tous si à l'étroit, qu'en une seule chambre basse, équipée seulement de douze petites pièces de natte ; ils étaient parfois trente prisonniers et plus, ayant pour trois une natte de huit empans (note : environ 1,60 m) de long, et trois (note : environ 0,60 m) de large, sur laquelle ils étaient jour et nuit, sans pouvoir faire un pas hors de là. Voire étant contraints de se décharger là même de leurs propres ordures ; incommodité suffisante pour les faire mourir en peu de jours. Leur nourriture était une écuelle de riz tout noir, avec quelque sardine puante, et parfois du potage cuit avec des feuilles de raves. Car les geôliers ne leur faisaient point de repas de racines.

Attendant que les prisonniers d'Omura fussent conduits à Nagasaki, le Gouverneur du lieu s'en fit présenter trente, tant hommes que femmes, détenus en ses prisons, lesquels il examina, et condamna à perdre la tête. Ils partirent du tribunal de cet inique Juge, avec une grande allégresse, portant quasi tous ou croix ou crucifix en main. Une des Dames, comme chef des autres, les rangea toutes deux à deux, et marchait la première, avec la bannière du crucifix en main. Les autres la suivaient comme en procession, chantant les louanges de Dieu, en détestation des idoles. Quelques-unes portaient leurs enfants entre leurs bras, pour les offrir à Dieu avec elles. Les hommes fermaient la procession, la plus agréable qui fut jamais vue au Japon. »

### Mort
François Solier est mort le 16 octobre 1638 à Saint-Macaire, en Gironde. Il a toujours joui, dans son ordre, d'une grande estime. Infatigable au travail il a trouvé le temps, tout en prenant soin de diriger parfaitement l'établissement scolaire dont il avait la charge, de publier des ouvrages assez nombreux.

## Écrits
- François Solier, Traité de la mortification, Paris, 1598
- François Solier, La vie du P. Jacques Lainez, Paris, 1599
- François Solier (en qualité de traducteur), Le Martyrologe romain distribué pour tous les jours de l'année suivant la nouvelle réforme du calendrier, Limoges, H. Barbou, 1599
- François Solier (en qualité de traducteur), Traité de la tribulation fait en espagnol par le P. Pierre de Ribadenere, Paris, G. Chaudière, 1600
- François Solier, Manuel des exercices spirituels, Paris, 1601
- François Solier (en qualité de traducteur), La Perfection religieuse par le P. Pinelli, Limoges, 1603
- François Solier (en qualité de traducteur), Traité de l'Oraison mentale, ou Méditation des mystères de la vie et passion de notre Sauveur Jésus-Christ par le R. P. François Arias, Rouen, P. L'Oyselet, 1606
- François Solier (en qualité de traducteur), La Vie du R.P. François de Borgia par le P. Pierre de Ribadenere, Lyon, 1609
- François Solier, La Science des Saints, Paris, 1609
- François Solier (en qualité de traducteur), Traité de l'Imitation de Notre Dame la glorieuse Vierge Marie, mère de Dieu par le R. P. François Arias, Douai, Impr. de B. Bellere, 1611
- François Solier (en qualité de traducteur), Trois très excellentes prédications prononcées au jour et fête de la béatification du glorieux patriarche le Bienheureux Ignace, fondateur de la Compagnie de Jésus par les R. P. Pierre de Valderame, Pierre Deza, Jacques Rebullosa, Poitiers, A. Mesnier, 1611
- François Solier, Lettre justificative du P. François Solier répondant à un sien ami touchant la censure de quelques sermons faits en Espagne à l'honneur du bienheureux Père Ignace de Loyola, fondateur de la Compagnie de Jésus, Poitiers, A. Mesnier, 1611
- François Solier (en qualité de traducteur), Traité de l'ange gardien par Francesco Albertini, Poitiers, 1613
- François Solier (en qualité de traducteur), Lettre annuelle du Japon de l'an mil six cent treize par le P. Sébastien Vieira, Paris, 1618
- François Solier (en qualité de traducteur), Traité excellent de la célébration de la sainte messe par le P. Giovanni Agostino Confalonieri, Paris, 1625
- François Solier, François (1558-1638), Histoire ecclésiastique des îles et royaume du Japon, recueillie par le P. François Solier, Paris, S. Cramoisy, 1627-1629

## Sources
- François Arbellot, Le Père Solier, de Brive, Tulle, Impr. de Crauffon, 1887
- Pierre Delage, Lycée Gay-Lussac : 5 siècles d'enseignement, Saint-Paul, Le Puy Fraud éd., 2010
- Henri Fouqueray, Histoire de la Compagnie de Jésus en France, des origines à la suppression (1528-1762), Paris, A. Picard et fils, Firmin-Didot, 1910-1925
- Jean Chrétien Ferdinand Hoefer, Nouvelle biographie universelle depuis les temps les plus reculés jusqu'à nos jours, Paris, Firmin-Didot frères, 1852
- Louis-Gabriel Michaud, Biographie universelle, ancienne et moderne, Paris, C. Delagrave, 1870